# شياو غانغ
شياو غانغ هو مصرفي وشخصية أعمال وسياسي صيني، ولد في أغسطس 1958 في تشانغشا في الصين. نشط حزبياً في الحزب الشيوعي الصيني. وقد انتخب عضو اللجنة الوطنية لجمهورية الصين الشعبية ‏ خلال فترته النيابية ‏.